# Higher Love
"Higher Love" (em português:  Amor maior) é uma canção de 1986, cantada pelo compositor e multi-instrumentista inglês Steve Winwood. Foi o primeiro single de seu quarto LP solo, Back in the High Life, que foi lançado por Island Records. Foi escrita por Winwood e Will Jennings; e produzido por Russ Titelman e Winwood. O vocal feminino na canção foi interpretada por Chaka Khan, que também apareceu no vídeo promocional da música.
O vídeo da música foi dirigido pelos cineastas Peter Kagan e Paula Greif. Ele recebeu várias nomeações para MTV Video Music Awards de 1987, mas não ganhou nenhum prêmio.
A banda cristã Salvador regravou essa música.
Foi trilha sonora do filme Big Business. Também foi destaque em uma das cenas de Grand Theft Auto V.